# 強烈熱帶風暴米克拉 (2015年)
強烈熱帶風暴米克拉（英語：Severe Tropical Storm Mekkhala，國際編號：1501，聯合颱風警報中心：WP012015，菲律賓大氣地球物理和天文管理局：Amang，為2015年太平洋颱風季第一個被命名的風暴。先是在菲律賓以東生成，隨後靠近菲律賓並逐漸增強，最後以強烈熱帶風暴強度橫掃菲律賓多個沿海城市，最後在海上消散。颱風米克拉一名是由泰國所提供，是指當地神話的海洋、雷電女神。

## 發展過程

### 形成初期發展緩慢
2015年1月9日，一個低壓區於波納佩西南方海面上生成，美國海軍研究實驗室給予擾動編號92W。11日下午7時，聯合颱風警報中心對其在24小時內形成為熱帶氣旋的機會跳個評級「低」，直接評為「中」。13日上午7時30分，聯合颱風警報中心對其在24小時內形成為熱帶氣旋的機會升為「高」，並同步發佈熱帶氣旋形成警報。上午8時，日本氣象廳率先將其升格為熱帶低氣壓，中央氣象局於下午2時跟隨。下午八時，日本氣象廳對其發出烈風警報。同時，聯合颱風警報中心將其升格為熱帶低氣壓，並給予編號01W，令香港天文台於下午2時在未有事先表示「一個熱帶低氣壓似乎在形成中」的情況下，於上午10時將其升格為熱帶低氣壓。下午2時，日本氣象廳將其升格為熱帶風暴，給予國際編號1501，並命名為米克拉。同時，中央氣象台、與中央氣象局分別將其升格為熱帶風暴與輕度颱風。下午10時，香港天文台亦將其升格為熱帶風暴。15時上午5時，菲律賓大氣地球物理和天文管理局將其評級為熱帶風暴，開始發布第一報熱帶氣旋資訊，由於已進入該機構之責任範圍，故將其命名為Amang（亞芒），但聯合颱風警報中心要到翌日上午八時才作出此升格，比其他部門明顯滯後。16日，米克拉逐漸增強。上午8時，中央氣象台將其升格為強熱帶風暴。日本氣象廳和香港天文台分別於下午8時和10時跟隨升格。17日上午2時，聯合颱風警報中心將其升格為一級颱風。上午8時，日本氣象廳和中央氣象台亦同時將其升格為颱風。香港天文台於上午10時跟隨。

### 橫掃菲律賓逐漸減弱
下午3時，米克拉於菲律賓東薩馬省多洛雷斯沿海登陸。日本氣象廳於兩小時後將其降格為強烈熱帶風暴，香港天文台於下午10時跟隨。下午8時，聯合颱風警報中心將其降格為熱帶風暴。同時，中央氣象局將其降格為輕度颱風。下午11時，日本氣象廳將其降格為熱帶風暴。18日上午5時，米克拉於菲律賓索索貢省普列托迪亞斯沿海登陸。30分鐘後，米克拉再於菲律賓阿爾拜省拉普拉普沿海登陸，中央氣象台於上午8時將其降格為熱帶風暴。上午9時，米克拉於菲律賓南甘馬粦省聖荷西沿海登陸，香港天文台於上午10時將其降格為熱帶風暴。3小時後，米克拉於菲律賓北甘馬粦省梅賽德斯沿海登陸。下午8時，聯合颱風警報中心將其降格為熱帶低氣壓。下午11時，菲律賓大氣地球物理和天文管理局將其降格為熱帶低氣壓。上午8時，聯合颱風警報中心將其升格為熱帶風暴。
1月19日上午1時，香港天文台將其降格為熱帶低氣壓。日本氣象廳於1小時後跟隨。同時，聯合颱風警報中心對其發出最後警報（第22報）。中央氣象局亦將其降格為熱帶性低氣壓，並對其停止編號。上午4時，米克拉於菲律賓奧羅拉省卡西古蘭沿海登陸。1小時菲律賓大氣地球物理和天文管理局將其降格為低壓區，並發布最後一報熱帶氣旋資訊（第16報）。中央氣象局與香港天文台亦分別於上午8時與上午10時將其降格為低壓區。2日後下午2時，日本氣象廳表示米克拉已經逐漸消散。

### 事後調整
日本氣象廳事後發佈最佳路徑，把米克拉的強度向下修訂為強烈熱帶風暴，接近中心最高持續風速下調為60節，氣壓上調至975hPa。

## 影響

### 菲律賓
當地發出之最高熱帶氣旋警告：二號風暴信號

強烈熱帶風暴米克拉登陸薩馬島的一刻

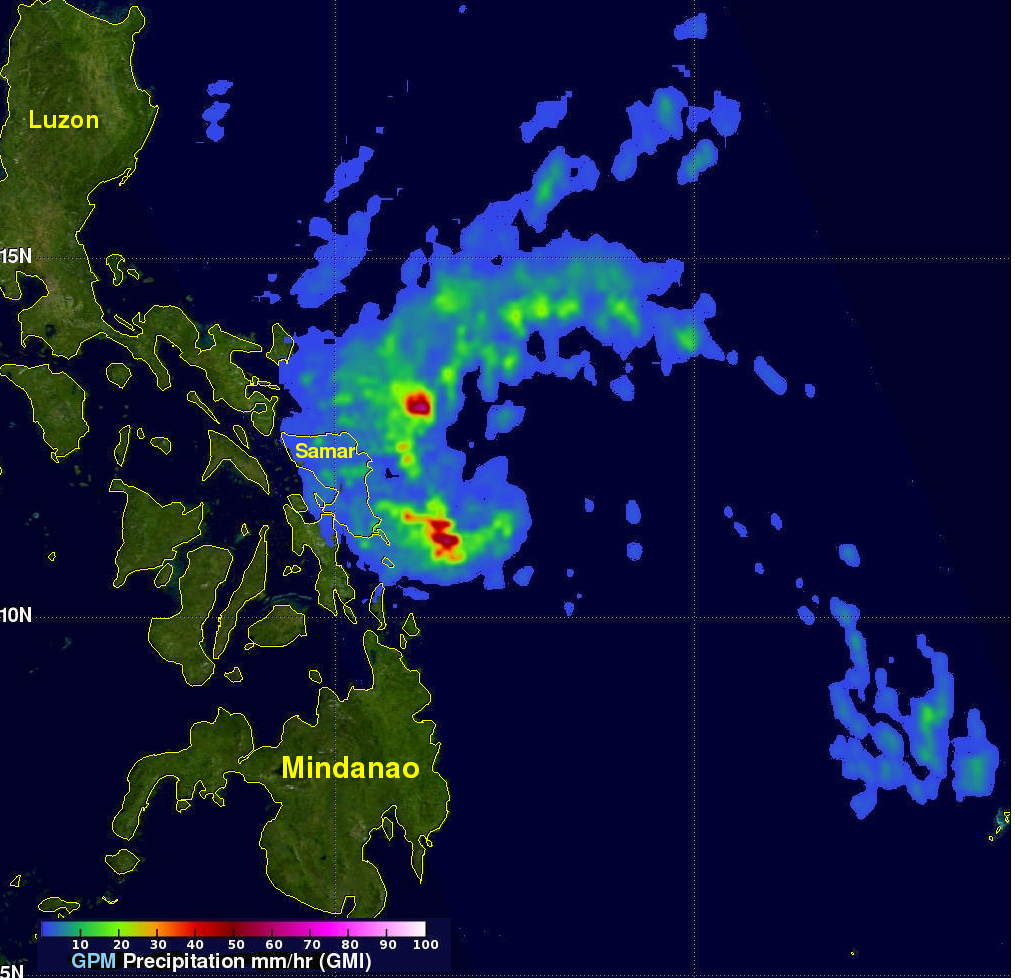
米克拉登陸前一刻的雨量圖

1月15日上午5時，菲律賓大氣地球物理和天文管理局將已進入責任範圍的米克拉評級為熱帶風暴，並命名為Amang（亞芒），開始發布第一報熱帶氣旋資訊。晚上11時，菲律賓大氣地球物理和天文管理局發出一號風暴信號。
1月16日晚上11時，菲律賓大氣地球物理和天文管理局發出二號風暴信號。
1月18日晚上11時，菲律賓大氣地球物理和天文管理局解除二號風暴信號。
1月19日上午5時，菲律賓大氣地球物理和天文管理局將其降格為低壓區，發布最後一報熱帶氣旋資訊（第16報），並解除一號風暴信號。

## 熱帶氣旋信號使用紀錄
| 菲律賓大氣地球物理和天文管理局 風暴信號 | 菲律賓大氣地球物理和天文管理局 風暴信號 | 菲律賓大氣地球物理和天文管理局 風暴信號 |
| --------------------------------------- | --------------------------------------- | --------------------------------------- |
| 上一熱帶氣旋                            | 一號風暴信號                            | 下一熱帶氣旋                            |
| 熱帶風暴薔薇                            | 一號風暴信號                            | 颱風美莎克                              |
| 熱帶風暴薔薇                            | 二號風暴信號                            | 颱風美莎克                              |

## 外部連結
- （日語）日本氣象廳首頁 （页面存档备份，存于）
- （英文）聯合颱風警報中心首頁 （页面存档备份，存于）
- （简体中文）中央氣象台首頁
- （繁體中文）中央氣象局首頁 （页面存档备份，存于）
- （繁體中文）香港天文台首頁 （页面存档备份，存于）
- （繁體中文）澳門地球物理暨氣象局首頁 （页面存档备份，存于）
- （英文）菲律賓大氣地球物理和天文管理局首頁 （页面存档备份，存于）